# Valley View (Pennsilvània)
Valley View és una concentració de població designada pel cens dels Estats Units a l'estat de Pennsilvània. Segons el cens del 2000 tenia 1.677 habitants.

## Demografia
Segons el cens del 2000, Valley View tenia 1.677 habitants, 713 habitatges, i 491 famílies. La densitat de població era de 198 habitants/km².
Dels 713 habitatges en un 25,5% hi vivien nens de menys de 18 anys, en un 59% hi vivien parelles casades, en un 6,2% dones solteres, i en un 31% no eren unitats familiars. En el 27,1% dels habitatges hi vivien persones soles el 16,7% de les quals corresponia a persones de 65 anys o més que vivien soles. El nombre mitjà de persones vivint en cada habitatge era de 2,35 i el nombre mitjà de persones que vivien en cada família era de 2,83.
Per edats la població es repartia de la següent manera: un 19,3% tenia menys de 18 anys, un 8,5% entre 18 i 24, un 25,6% entre 25 i 44, un 23,5% de 45 a 60 i un 23% 65 anys o més.
L'edat mediana era de 43 anys. Per cada 100 dones de 18 o més anys hi havia 92,2 homes.
La renda mediana per habitatge era de 37.838 $ i la renda mediana per família de 43.558 $. Els homes tenien una renda mediana de 30.071 $ mentre que les dones 26.161 $. La renda per capita de la població era de 17.817 $. Entorn de l'1,2% de les famílies i el 4,1% de la població estaven per davall del llindar de pobresa.

## Poblacions més properes
El següent diagrama mostra les poblacions més properes.